# Caroline Salzinger
Caroline Salzinger Wallenholm, född 2 januari 1975 i Wien, är en svensk journalist, utrikeskorrespondent, författare och radioprogramledare på Sveriges Radio P1. Caroline Salzinger är stationerad som utrikeskorrespondent för Sveriges Radio i Berlin sedan augusti 2019. Salzinger är programledare för Europapodden, en podcast i P1. Hon har även varit programledare för de två P1-programmen Godmorgon, världen! och Radiokorrespondenterna.
Hon har skrivit de två böckerna Från golv till tak - renovera din lägenhet själv! (2005, Forum) och Hälsningar från ondskans axelmakter (2006, Bokförlaget DN). Tidigare har hon varit utrikesreporter på Sveriges Radios Ekoredaktion och Front i P 3 och stationerad i Mellanöstern, bland annat Damaskus i Syrien, Teheran i Iran och Istanbul i Turkiet. Salzinger har även rapporterat från Washington, D.C. och Asien. I sin ungdom var hon aktiv i Miljöpartiets ungdomsförbund Grön Ungdom. Hon har även varit fotomodell och arbetat i bland annat Italien, Taiwan och Sydkorea.